# Incendio della Grenfell Tower
L'incendio della Grenfell Tower è un grave incidente avvenuto al grattacielo di 24 piani Grenfell Tower, nel quartiere di North Kensington a Londra, nelle prime ore del 14 giugno 2017. Nell'incendio 72 persone sono morte e 74 sono rimaste ferite, di cui una ventina gravemente.
L'incendio è divampato poco prima dell'1:00 BST (UTC+1). 250 vigili del fuoco e 45 autopompe sono stati impiegati nelle operazioni di spegnimento e di soccorso, rese estremamente complesse dalla violenza dell'incendio e per il timore di cedimento strutturale dell'edificio e che sono andate avanti sino al 16 giugno, quando il capo delle operazioni di spegnimento Dany Cotton ha dichiarato che non c'erano più speranze di trovare superstiti.

## Antefatti

Mappa del Lancaster West Estate. L'incendio ha gravemente danneggiato anche i tre edifici adiacenti.

La Grenfell Tower era un grattacielo situato nel quartiere di North Kensington, in un'area composta principalmente da case popolari circondate da ricchi quartieri residenziali. L'edificio, in stile brutalista, è stato progettato nel 1967; il Kensington & Chelsea Council ha approvato la sua costruzione nel 1970 nell'ambito della prima fase di sviluppo del Lancaster West Estate. La costruzione dell'edificio ha avuto inizio nel 1972 ed è stata completata nel 1974. La torre era alta 67,3 m e conteneva 120 appartamenti, dotati di una o due camere da letto; nel 2017, a seguito di una ristrutturazione avvenuta nei due anni precedenti, il condominio ospitava circa 600 persone.
Venti dei ventiquattro piani avevano una pianta composta da 6 appartamenti di cui 4 con due camere da letto e 2 con un'unica camera da letto, mentre nei rimanenti quattro piani non erano presenti locali ad uso residenziale. La struttura era dotata di un'unica tromba di scale, accessibile dal piccolo pianerottolo centrale di ciascun piano, e di due ascensori che si affacciavano anch'essi sui pianerottoli. L'edificio era dotato anche di un ingresso al secondo piano accessibile da un ponte che lo collegava al terrazzo di un edificio vicino.

## L'incendio
L'incendio è divampato poco prima dell'1:00 BST (UTC+1) della giornata di mercoledì 14 giugno 2017, innescato da un cortocircuito in un frigorifero difettoso in un appartamento del quarto piano. La prima chiamata d'emergenza ai vigili del fuoco è stata alle 00:54 BST (UTC+1) e la prima squadra è arrivata sul posto sei minuti dopo la chiamata. Secondo quanto dichiarato dai vigili del fuoco, l'intervento della squadra è riuscito inizialmente a spegnere il fuoco all'interno dell'appartamento, ma le fiamme nel frattempo avevano raggiunto il rivestimento esterno dell'edificio propagandosi a una "velocità terrificante" verso i piani superiori.
Durante le operazioni di spegnimento è stata impiegata una squadra di 250 pompieri, munita di 45 autopompe. In un primo momento, i vigili del fuoco hanno cercato di entrare all'interno dell'edificio, non riuscendoci a causa dell'eccessivo calore sprigionato dalle fiamme. Le operazioni di spegnimento si sono quindi svolte interamente dall'esterno e non hanno potuto raggiungere i piani superiori del palazzo a causa del limitato getto delle autopompe.
Si è ipotizzato che l'effetto camino, assieme alla mancanza di adeguati interventi di compartimentazione e di appositi impianti antincendio, abbia giocato un ruolo fondamentale durante la dinamica dell'incendio, accelerando il movimento delle fiamme verso i piani superiori.

## L'inchiesta sulle cause dell'incendio
Il giorno successivo all'incendio è stata aperta un'inchiesta pubblica britannica sull'incendio della Grenfell Tower, su ordine dell'allora Primo ministro britannico Theresa May (Partito Conservatore).
Il 29 giugno 2017 May ha annunciato che l'inchiesta sarebbe stata presieduta dal giudice in pensione sir Martin Moore-Bick, con l'immediata priorità di "stabilire i fatti di quanto accaduto alla Grenfell Tower al fine di intraprendere le azioni necessarie per evitare che una simile tragedia accada ancora.
Durante l'inchiesta sono emersi nuovi aspetti sui materiali utilizzati per i pannelli di rivestimento e per la copertura dell'edificio durante la ristrutturazione avvenuta tra il 2015 e 2016 e costata nel complesso 10 milioni di euro. I materiali utilizzati sarebbero risultati ad alto rischio di infiammabilità e le aziende che hanno fornito tali materiali li avrebbero commercializzati con certificati di prova antincendio non sufficientemente attendibili. Secondo l'accusa proprio questi test per mettere in commercio i materiali avrebbero dato il via libera all’uso del rivestimento sul grattacielo londinese che si sarebbe rivelato decisivo nell’alimentare le fiamme, che sono subito andate fuori controllo e hanno continuato a divampare sino al 16 giugno. Nel settembre del 2024 l'inchiesta ha concluso che "decenni di fallimenti" da parte del governo e dell'industria delle costruzioni hanno portato al disastro e che May ha avuto "molte opportunità" nel corso degli anni per identificare i rischi legati all'uso di rivestimenti e isolamenti scarsamente ignifughi negli edifici alti, ma ha ignorato numerosi avvertimenti e non ha agito.